# Loïq
Loïq est une série de bande dessinée de science-fiction créée en 1979 par Alain Sauvage et Janssens dans le no 2154 du journal Spirou. 

## Historique
Loïq apparaît en 1979 dans une courte aventure scénarisée par Janssens (certaines sources affirment erronément qu'il s'agit de Jean-Louis Janssens), puis en 1983 dans une histoire complète intitulée Le Maître de Cluny, scénarisée cette fois par Aloïs. Devant le mauvais accueil, la série s'arrêtera là et ne sortira jamais en album. Les auteurs ne feront pratiquement plus aucune autre bande dessinée par la suite. On retrouve néanmoins Alain Sauvage au dessin d'un récit complet de seize planches scénarisé par Louis, Tim Cassidy : Le goëland des déserts paru dans le no 2443 de Spirou de février 1985.

## Publication

### Albums
La série est inédite en album.

### Périodiques
- Loïq : Le pérégrin chanteur, Janssens (scénariste) et Alain Sauvage (dessinateur), dans Spirou nos 2154-2155, 1979[2].
- Loïq : Maître de Cluny, Aloïs (scénariste) et Alain Sauvage (dessinateur), dans Spirou nos 2351-2363, 1983.